# Giuntinelli

## Arma o scudo araldico
Lo scudo araldico della famiglia deriva direttamente dalla casata principale, i D'Ambra: "blu scuro, con una banda di perle d'argento trasversale caricata di un filo d'oro".
Tuttavia, Casa Giuntinelli possiede sia un blasone personale che altri due araldi supplementari, partiti con altre note famiglie aristocratiche, tra cui la famiglia genovese Franchi, per il matrimonio di Giovanni Battista d'Ambra con Geronima Franchi (1603), e con famiglia Salvetti, per il matrimonio tra Costanza d'Ambra e Giovanni Salvetti (1595).

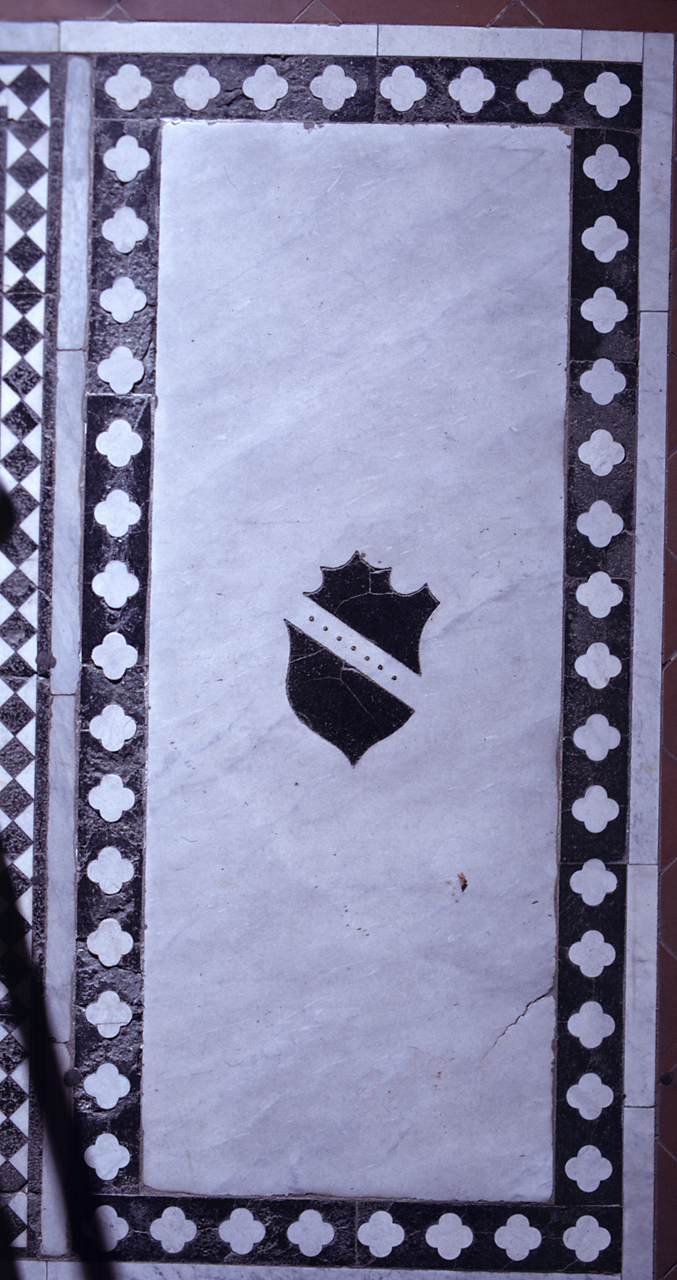
Lastra tombale, stemma gentilizio casa Giuntinelli (d'Ambra).

## Origini

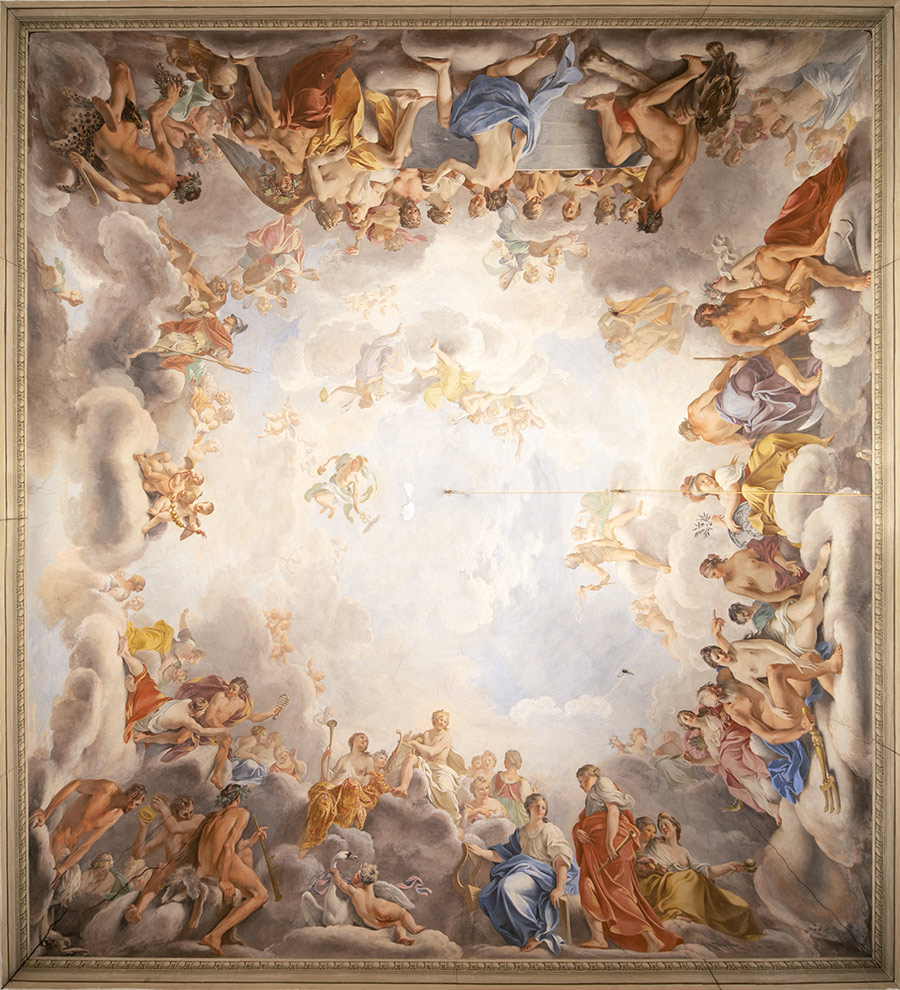
Glorificazione della famiglia D’Ambra nel consesso dell’Olimpo, di Tommaso Gherardini, 1771, Palazzo d'Ambra Giuntinelli.

I Giuntinelli o "Giuntinelli di Siena" sono un'antica famiglia aristocratica di Firenze, originaria di Ambra (Bucine), particolarmente nota dal XII secolo sino al XIX secolo.
Derivati dai D'Ambra, assunsero il cognome da un tal Giuntinelli — probabilmente "Ser Domenico Giuntinelli d'Ambra" — della medesima casa. Nota famiglia proveniente dalle terre dell'omonima Valdarno superiore, nel 1315 — a seguito del loro trasferimento — divennero cittadini di Firenze, acquisendo rilievo e spessore nei pressi del quartiere medievale di San Giovanni. Furono abilitati alle magistrature locali. Inoltre furono ascritti all'Ordine di Santo Stefano papa e martire, ordine cavalleresco in cui vennero decorati con il titolo di Cavaliere di gran croce. Il cognome, e quindi l'autorevolezza del lignaggio di tale casato trova riscontro anche nel documento della nobiltà fiorentina.

## Storia

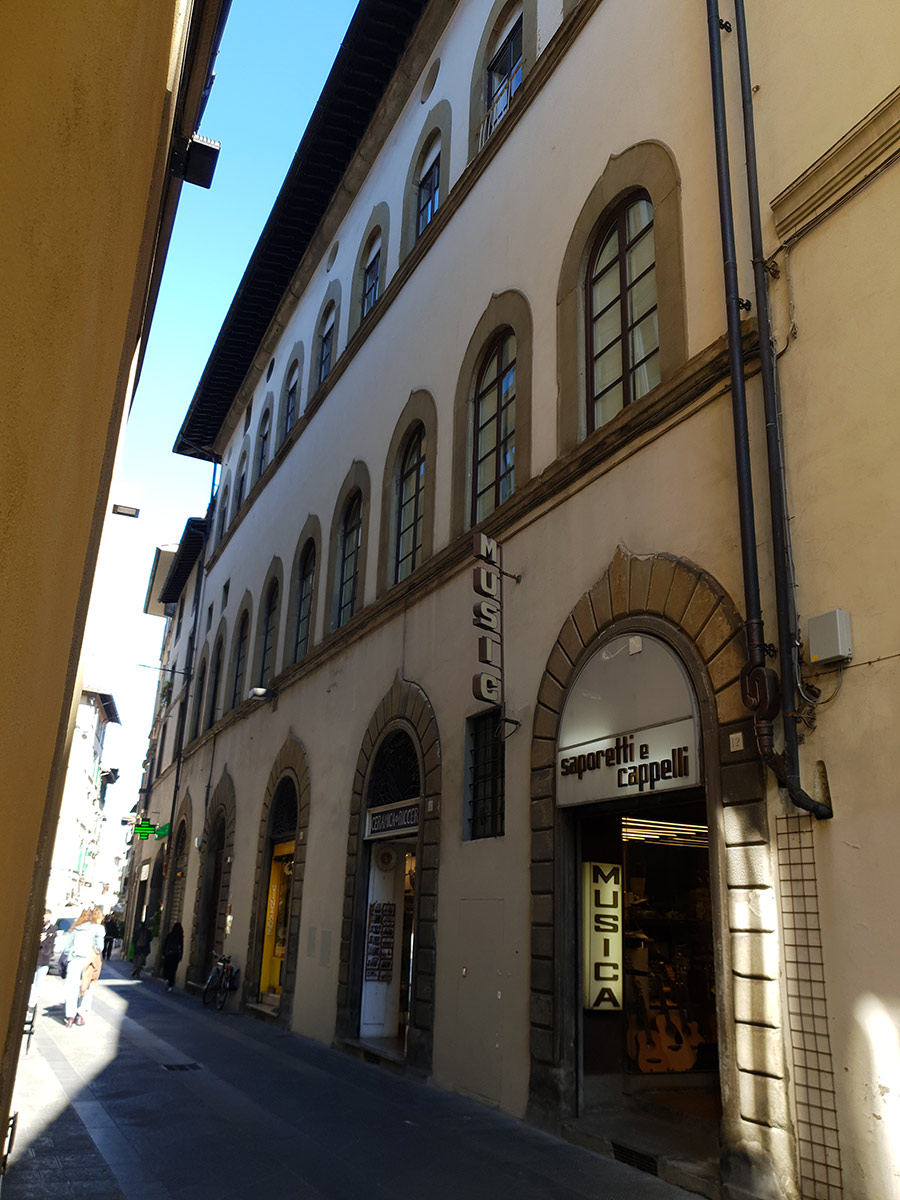
Palazzo dei d'Ambra Giuntinelli.

La famiglia D'Ambra proveniva dall'omonima città di Ambra, una frazione del comune di Bucine, città-castello localizzata tra i colli del Chianti e il Valdarno superiore . I D'Ambra nel 1315 assunsero la cittadinanza fiorentina, conosciuti con il cognome proprio di "Giuntinelli". L'illustre antenato di loro "Jacopo di Giovanni" era stato uno dei Nove governatori e difensori di Siena nel 1331 . Nel corso del 1359 vennero definitivamente riconosciuti come titolari di nobili natali anche presso Firenze, acquistando rilievo e spessore presso il contado di San Giovanni. Nel 1544, a seguito del secolare lustro di famiglia Essi acquisirono l'abilità negli Uffizi, tant'è che ser Giovanni Battista d'Ambra (1642-1725) fu un illustre mecenate e collezionista d'arte, citato da Filippo Baldinucci durante un suo scritto circa le collezioni d'arte private fiorentine, riferendosi a lui mediante il nome di "cavaliere d'Ambra" — secondo Ewald, nel 1974 — mentre per altri trattavasi di ser Anton Francesco d'Ambra (1653-1725), sottolineandone - comunque - il gusto esigente . Nel 1649 fondarono una commenda in onore dell'Santo Stefano, dove servirono la Repubblica di Firenze. Nonostante ingenti possedimenti e le differenti dimore, fra cui la lor magione in via della Forca (oggi visitabile in "via dei Conti") nota come "Palazzo dei d'Ambra"
, il fasto familiare e le antiche gesta della presente famiglia, i Giuntinelli, vengono menzionati in modo esiguo nei documenti storici, ragion per cui, scorgere con precisione la loro ascensione al novero della nobiltà non è semplice, tuttavia — attraverso talune fonti storico-letterarie — possiamo affermare con certezza che tale famiglia è da riconoscere nella sua nobiltà sin dal XII secolo.
Tra i personaggi di spicco della casa Giuntinelli possiamo indicare: Federico, autore di poesie conservate nella Biblioteca apostolica vaticana, Francesco, ai primi del '500, proprietario di casa Giuntinetto e di beni terreni, il religioso Pietro che operò intorno al 1630, Federico, scrittore e funzionario di rilevante rango della magistratura fiorentina. I Giuntinelli furono una di quelle famiglie coinvolte nella riorganizzazione delle famiglie aristocratiche secondo la Legge del 31 luglio 1750, promulgata a Vienna e pubblicata in Toscana il 1º ottobre 1750, tale documento rappresenta, inoltre, anche la testimonianza più strenua ed incontrovertibile della natura nobile di tale Casa.
In epoche moderne una linea di questa famiglia si trasferì presso la provincia di Pisa, provincia che ospita ancora oggi la sede del cavalierato dell'Ordine di Santo Stefano papa e martire.